# كسوف الشمس 4 نوفمبر 2097
سيحدث كسوف حلقي للشمس في 4 نوفمبر 2097 يحدث الكسوف عندما يمر القمر بين الأرض والشمس، وبذلك تحجب صورة الشمس كليًا أو جزئيًا عن مشاهد على الأرض. يحدث الكسوف الحلقي للشمس عندما يكون القطر الظاهر للقمر أصغر من قطر الشمس، مما يحجب معظم ضوء الشمس ويتسبب في ظهور الشمس كحلقة. يحدث الكسوف يوم الاثنين 4 نوفمبر 2097 بالتوقيت العالمي عند الساعة 01:58 بالتوقيت العالمي ويستمر 3 دقائق و36 ثانية ويغطي مسارًا واسعًا للغاية، بعرض 411 كم كحد أقصى. يظهر الكسوف الحلقي على شكل كسوف جزئي فوق منطقة من الأرض يبلغ عرضها آلاف الكيلومترات. خلال هذا الكسوف سيكون قطر الشمس الظاهر 0.537 درجة و0.8٪ أكبر من المتوسط. سيكون القمر على بعد 10 أيام من الحضيض وقبل 5 أيام من الأوج. عند الحد الأقصى للكسوف، سيكون القطر الظاهر 0.510 درجة، وهو أقل بنسبة 3.9٪ من المتوسط؛ مما سيجعل هذا الكسوف كسوفًا حلقيًا.

## خسوفات وكسوفات أخرى

### كسوف الشمس 2094-2098
هذا الكسوف هو جزء من دورة semester. يتكرر الكسوف في دورة semester كل 177 يومًا تقريبًا و4 ساعات في العقد المتناوبة من مدار القمر.
| 119 | June 13, 2094 [الإنجليزية] كسوف جزئي | 124 | December 7, 2094 [الإنجليزية] كسوف جزئي |
| 129 | June 2, 2095 [الإنجليزية] كسوف كلي   | 134 | كسوف الشمس 27 نوفمبر 2095 كسوف حلقي     |
| 139 | كسوف الشمس 22 مايو 2096 كسوف كلي     | 144 | كسوف الشمس 15 نوفمبر 2096 كسوف حلقي     |
| 149 | كسوف الشمس 11 مايو 2097 كسوف كلي     | 154 | كسوف الشمس 4 نوفمبر 2097 كسوف حلقي      |
|     |                                      | 164 | كسوف الشمس 24 أكتوبر 2098 كسوف جزئي     |

### دورة Metonic
تكرر دورة metonic كل 19 عامًا (6939.69 يومًا)، وتستمر حوالي 5 دورات. يحدث الكسوف في نفس تاريخ التقويم تقريبًا. بالإضافة إلى ذلك تكرر سلسلة octon الفرعية 1/5 من ذلك أو كل 3.8 سنوات (1387.94 يومًا).
| 19 حدثًا من أحداث الكسوف ما بين 12 يونيو 2029 و12 نوفمبر 2097 | 19 حدثًا من أحداث الكسوف ما بين 12 يونيو 2029 و12 نوفمبر 2097 | 19 حدثًا من أحداث الكسوف ما بين 12 يونيو 2029 و12 نوفمبر 2097 | 19 حدثًا من أحداث الكسوف ما بين 12 يونيو 2029 و12 نوفمبر 2097 | 19 حدثًا من أحداث الكسوف ما بين 12 يونيو 2029 و12 نوفمبر 2097 |
| 11-12 يونيو                                                  | 30-31 مارس                                                   | 16 يناير                                                     | 4-5 نوفمبر                                                   | من 23 إلى 24 أغسطس                                           |
| 118                                                          | 120                                                          | 122                                                          | 124                                                          | 126                                                          |
| ------------------------------------------------------------ | ------------------------------------------------------------ | ------------------------------------------------------------ | ------------------------------------------------------------ | ------------------------------------------------------------ |
| 12 يونيو 2029                                                | 30 مارس 2033                                                 | 16 يناير 2037                                                | 4 نوفمبر 2040                                                | 23 أغسطس 2044                                                |
| 128                                                          | 130                                                          | 132                                                          | 134                                                          | 136                                                          |
| 11 يونيو 2048                                                | 30 مارس 2052                                                 | 16 يناير 2056                                                | 5 نوفمبر 2059                                                | 24 أغسطس 2063                                                |
| 138                                                          | 140                                                          | 142                                                          | 144                                                          | 146                                                          |
| 11 يونيو 2067                                                | 31 مارس 2071                                                 | 16 يناير 2075                                                | 4 نوفمبر 2078                                                | 24 أغسطس 2082                                                |
| 148                                                          | 150                                                          | 152                                                          | 154                                                          |                                                              |
| 11 يونيو 2086                                                | 31 مارس 2090                                                 | 16 يناير 2094                                                | 4 نوفمبر 2097                                                |                                                              |

## روابط خارجية
- Earth visibility chart and eclipse statistics Eclipse Predictions by Fred Espenak، ناسا/مركز غودارد لرحلات الفضاء
  - Google interactive map
  - Besselian elements